# مربع
مربع یا چهارگوش در هندسه یک چهار ضلعی منتظم است؛ به عبارت دیگر خمی بسته‌است که چهار ضلع دارد که همهٔ این ضلع‌ها با هم برابر اند و با یکدیگر دو به دو زاویهٔ ۹۰ درجه یا راست می‌سازند. تعریف دیگر برای مربع عبارت است از: مربع، راست‌گوشه‌ای یا مستطیلی است که ضلع‌های مجاورش طولی برابر دارند. یک مربع که نام چهار گوشه‌اش ABCD باشد به صورت ABCD {\displaystyle \square } نمایش داده می‌شود.
مربع حالت دو بُعدی یا n=۲ از خانوادهٔ ابرمکعب‌ها و n-ابرهشت‌وجهی‌ها است.

## شناسه
یک چهارضلعی محدب یک مربع است اگر و تنها اگر یکی از شرط‌های زیر را نداشته باشد باشد:
- یک راست‌گوشه با دو ضلع مجاور برابر.
- یک چهارضلعی با چهار لبهٔ برابر (ضلع برابر) و چهار زاویهٔ راست.
- یک متوازی‌الأضلاع با یک زاویهٔ راست و دو ضلع مجاور برابر.
- یک لوزی با یک زاویهٔ راست.
- یک لوزی با چهار زاویهٔ برابر.
- یک چهارضلعی که قطرهای آن با هم برابرند و بر یکدیگر عمودند و همدیگر را به دو نیم تقسیم می‌کنند (عمودمنصفند) مانند یک لوزی با قطرهای برابر.
- یک مستطیل که طول چهار ضلع آن با هم برابر است.

## پیرامون و سطح

مساحت یک مربع برابر است با حاصل ضرب طول ضلع‌های مجاورش.

پیرامون یک مربع با ضلع {\displaystyle \ell } برابر است با:
{\displaystyle P=4\ell }

و مساحت آن برابر است با:
{\displaystyle A=\ell ^{2}}
به صورت سنتی در ریاضی به توان دوم یک عبارت مربع آن عبارت گفته می‌شود مانند رابطهٔ بالا که در آن مساحت برابر توان دوم ضلع بود. در ادامه چنین کاربردی عبارت مربع کامل نیز به واژه نامهٔ ریاضیات افزوده شد به معنی به توان دو رساندن.

### رابطه مساحت مربع به روش مثلثاتی
مربع چون یک چندضلعی منتظم است،مساحت آن را می توان به صورت مساحت چندضلعی منتظم که به روش مثلثاتی بدست می آید نیز نوشت که به رابطه به این صورت است:{\displaystyle {\frac {1}{4}}na^{2}\cot {\frac {\pi }{n}}=a^{2}\cot {\frac {\pi }{4}}=a^{2}.(1+\tan {\frac {\pi }{4}})=1.a^{2}=a^{2}}در اینجا:
{\displaystyle {\frac {1}{4}}na^{2}={\frac {1}{4}}4a^{2}=a^{2}}
{\displaystyle \cot {\frac {\pi }{4}}=1.0137086425=1}
پس مساحت مربع همراوه با مجذور ضلع آن برابر است.

## دستگاه مختصات و معادله‌ها
گوشه‌های یک مربع که مرکز آن بر روی مبدأ مختصات قرار دارد و طول لبه‌های آن (ضلع) ۲ است بر روی نقطه‌های (±۱، ±۱) جای می‌گیرد. درون این چهارگوش از تمامی نقطه‌های xi, yi ساخته شده در حالی که −۱ <xi <۱ و −۱ <yi <۱
معادلهٔ زیر:
{\displaystyle \max(x^{2},y^{2})=1}
توضیح دهندهٔ یک مربع با طول لبه‌های ۲ و مرکزی در مبدأ مختصات است. این معادله به این معنا است که x۲ یا y۲ کمتر از یک اند. در این حالت شعاع دایرهٔ محیطی مربع برابر با نصف قطر مربع است و مقدار آن برابر با {\displaystyle \scriptstyle {\sqrt {2}}} می‌باشد. به این ترتیب معادلهٔ دایرهٔ محیطی عبارت است از:
{\displaystyle x^{2}+y^{2}=2.}

## ساخت

ساخت یک مربع با کمک پرگار و خط‌کش بدون اندازه‌گیری.

پویانمایی روبرو چگونگی کشیدن یک مربع با کمک یک پرگار و سَتّاره را نمایش می‌دهد.
همچنین نگاه کنید به سه بخش کردن زاویه

## ویژگی‌ها
یک مربع حالت ویژه‌ای از یک لوزی (ضلع‌های برابر، زاویه‌های روبروی برابر)، یک بادبادک (دو جفت ضلع مجاور برابر)، یک متوازی‌الأضلاع (ضلع‌های روبروی موازی)، یک چهارضلعی یا چهاروجهی و یک راست‌گوشه (ضلع‌های روبروی برابر، زاویه‌های راست) است. به این معنی که مربع همهٔ ویژگی این شکل‌های هندسی نام برده شده را دارد.

## هندسهٔ نااقلیدوسی
در هندسهٔ نااقلیدوسی مربع‌ها بیشتر چهارگوش‌هایی با چهار ضلع و زاویهٔ برابرند. در هندسهٔ کروی، مربع، چهارگوشی است که هر ضلع آن کمانی از دایرهٔ بزرگ است که فاصلهٔ برابر دارند در نتیجه در زاویه‌های برابر با هم برخورد می‌کنند. بر خلاف مربع در هندسهٔ مسطحه، زاویه‌های مربع بزرگتر از زاویهٔ راست گوشه است. هرچه مربع کروی بزرگتر باشد زاویه‌های بزرگتری هم دارد.
در هندسهٔ هذلولی گون مربع با زاویهٔ راست اصلاً وجود ندارد. در این هندسه مربع‌ها زاویه‌هایی کوچکتر از زاویهٔ راست دارند. هرچه مربع هذلولی گون بزرگتر باشد زاویه‌های آن کوچکتر خواهد بود.
چند نمونه:
| شش مربع می‌تواند یک کره را بپوشانند بگونه‌ای که در هر گوشه (راس) سه مربع جای می‌گیرد و زاویهٔ درونی ۱۲۰ درجه می‌سازد. به چنین شکلی، مکعب کروی می‌گوییم. رمز اشلفلی آن {۴٬۳} است. | در هندسهٔ اقلیدوسی مربع در صفحه چهار گوشه با زاویه‌های ۹۰ درجه و چهار صلع برابر دارد. رمز اشلفلی آن {۴٬۴} است. | در صفحهٔ هذلولی گون در هر گوشهٔ مربع ۵ مربع در پیرامون جای می‌گیرد و زاویه‌های ۷۲ درجه ساخته می‌شود. رمز اشلفلی آن {۴٬۵} است. در حقیقت به ازای n ≥ ۵ برای فرش کردن صفحه پیرامون هر گوشه، n مربع جای می‌گیرد. |